# Sjuksköterskan
Sjuksköterskan (danska: Sygeplejersken) är en dansk biografisk kriminaldrama serie från 2023 som hade premiär på strömningstjänsten Netflix den 27 april 2023. Första säsongen består av fyra avsnitt. Serien är baserad på Kristian Corfixens roman med samma namn som i sin tur är baserad på verkliga händelser.

## Handling
Serien kretsar kring den danska sjuksköterskan, Christina Aistrup Hansen, som 2016 dömdes för mordförsök på fyra patienter på Nykøbing Falsters sjukhus, efter att ha blivit avslöjad av sjuksköterskekollegan Pernille Kurzmann Larsen.

## Roller i urval
- Fanny Louise Bernth - Pernille Kurzmann Larsen
- Josephine Park - Christina Aistrup Hansen
- Peter Zandersen - Niels Lundén
- Dick Kaysø - Kenny Herskov